# San José de Lupuna
San José de Lupuna es una comunidad peruana del distrito de Alto Nanay, provincia de Maynas, departamento de Loreto. Según el censo de 2017, tiene una población de 134 habitantes.
Es la única comunidad de amerindios cocamas de religión musulmana.

## Historia
Es una localidad productora de yuca y sus derivados de fariña y tapioca que alimenta los mercados de Iquitos. Asimismo forma parte de los pueblos periféricos del área metropolitana de la capital loretana. La población es de amerindios cocamas, donde el idioma cocama-cocamilla coexiste con el español amazónico. Se conecta a Iquitos mediante el puerto de Moronacocha, situado a orillas del lago homónimo.
Su mayor particularidad es que los pobladores profesan el islam como credo, cuando el grueso de los musulmanes peruanos se concentra en Lima Metropolitana y otros determinados puntos en los departamentos de Cuzco, Piura y Tacna.
En el pueblo, por su composición multicultural particular, se creó la cocina fusión entre la gastronomía de Oriente Medio con la gastronomía peruana de la selva. Un ejemplo de esta cocina de fusión es el shawarma de yuca. Algunos de estos platillos compiten en concursos internacionales de cocina halal o en la ExpoAmazónica.